# Dieterich (Illinois)
Dieterich es una villa ubicada en el condado de Effingham en el estado estadounidense de Illinois. En el Censo de 2010 tenía una población de 617 habitantes y una densidad poblacional de 205,37 personas por km².

## Geografía
Dieterich se encuentra ubicada en las coordenadas 39°3′36″N 88°22′55″O / 39.06000, -88.38194. Según la Oficina del Censo de los Estados Unidos, Dieterich tiene una superficie total de 3 km², de la cual 3 km² corresponden a tierra firme y (0%) 0 km² es agua.

## Demografía
Según el censo de 2010, había 617 personas residiendo en Dieterich. La densidad de población era de 205,37 hab./km². De los 617 habitantes, Dieterich estaba compuesto por el 98.54% blancos, el 0% eran afroamericanos, el 0.32% eran amerindios, el 0% eran asiáticos, el 0% eran isleños del Pacífico, el 0.65% eran de otras razas y el 0.49% pertenecían a dos o más razas. Del total de la población el 0.97% eran hispanos o latinos de cualquier raza.